# Festival cinematografico internazionale di Mosca 2008
La 30ª edizione del Festival cinematografico internazionale di Mosca si è svolta a Mosca dal 19 al 28 giugno 2008.
Il Giorgio d'Oro fu assegnato al film iraniano Così semplice diretto da Reza Mirkarimi.

## Giuria
- Liv Ullmann ( Svezia - Presidente della Giuria)
- Michael Glawogger ( Austria)
- Irina Rozanova ( Russia)
- Derek Malcolm ( Regno Unito)
- Sebastián Alarcón ( Cile)

## Film in competizione
| Film                            | Regista              | Nazione  |
| ------------------------------- | -------------------- | -------- |
| Absurdistan                     | Veit Helmer          | Germania |
| Duiande zhangzheng              | Li Xin               | Cina     |
| Zift                            | Javor Gardev         | Bulgaria |
| Sof Shavua B'Tel Aviv           | Dror Zahavi          | Israele  |
| Giorni e nuvole                 | Silvio Soldini       | Italia   |
| Der Mond und andere Liebhaber   | Bernd Böhlich        | Germania |
| Mao Ce Dun                      | Besnik Bisha         | Albania  |
| Veðramót                        | Guðný Halldórsdóttir | Islanda  |
| Odnaždy v provincii             | Katja Šagalova       | Russia   |
| L'ospite inatteso (The Visitor) | Tom McCarthy         | USA      |
| Majdnem szüz                    | Péter Bacsó          | Ungheria |
| Amanecer de un sueño            | Freddy Mas Franqueza | Spagna   |
| Un cœur simple                  | Marion Laine         | Francia  |
| Così semplice (Be hamin sadegi) | Reza Mirkarimi       | Iran     |
| Rajs'ki ptachi                  | Roman Balajan        | Ucraina  |
| Sad                             | Sergej Ovčarov       | Russia   |

## Premi
- Giorgio d'Oro: Così semplice, regia di Reza Mirkarimi
- Premio Speciale della Giuria: Un cœur simple, regia di Marion Laine
- Giorgio d'Argento:
  - Miglior Regista: Javor Gardev per Zift
  - Miglior Attore: Richard Jenkins per L'ospite inatteso
  - Miglior Attrice: Margherita Buy per Giorni e nuvole
- Giorgio d'Argento per il Miglior Film nella Competizione Prospettiva: Cumbia callera, regia di Rene U. Villareal
- Premio Speciale per un eccezionale contributo al mondo del cinema: Takeshi Kitano
- Premio Stanislavskij: Isabelle Huppert
- Premio FIPRESCI: Odnaždy v provincii, regia di Katja Šagalova
- Premio della Giuria dei Critici Russi per il Miglior Film in Competizione: Così semplice, regia di Reza Mirkarimi